# Leo Halle

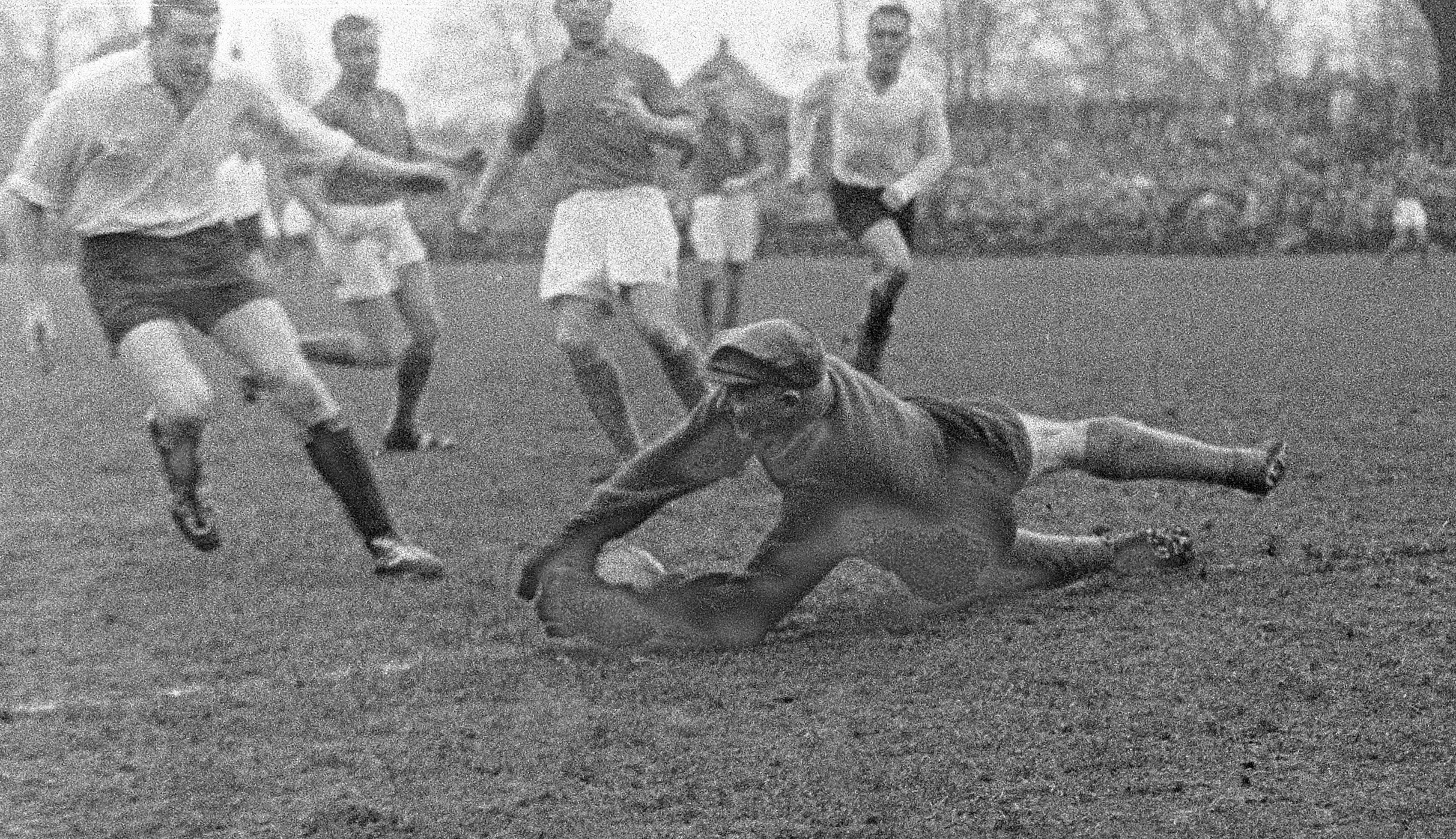
Leo Halle in einem Spiel der Altinternationalen, 1960

Leonard Gerrit Herman „Leo“ Halle (* 26. Januar 1906 in Deventer; † 15. Juni 1992 ebenda) war ein niederländischer Fußballtorhüter, der mit der Deventer Voetbalvereniging Go Ahead zweimal niederländischer Meister wurde und 15-mal in der niederländischen Nationalmannschaft spielte.

## Vereinskarriere
Leo, jüngerer Bruder des Abwehrspielers Jan Halle, war schon als Kind auf dem Bolzplatz meist der Torwart. Die Hobbymannschaft, für die er in dieser Zeit spielte, schloss sich später als ZEWION dem niederländischen Fußballbund an. Mit 14 Jahren meldete sich Halle bei Go Ahead an, wo er schon mit 17 hinter seinem älteren Bruder, dem Mittelläufer und Mannschaftskapitän, in der ersten Mannschaft eingesetzt wurde. Bis er sich einen Stammplatz im Tor erobert hatte, dauerte es noch ein wenig; aber von 1926 bis 1939 war er die unumstrittene „Nummer eins“ im Tor von Go Ahead. 1930 und 1933 war seine Leistung einer der Garanten für den Gewinn der niederländischen Meisterschaft. Schon früh in seiner Karriere hatte Leo den Spitznamen de leeuw van Deventer („der Löwe von Deventer“) erhalten. Er war „eine imponierende Erscheinung, etwa 1,84 Meter groß und wog mehr als 90 Kilogramm. Er hatte einen breiten Brustkasten und große Hände.“

## Nationalmannschaft
Leo Halle debütierte, gemeinsam mit Stürmer Beb Bakhuys, in der Nederlands elftal am 2. Dezember 1928 beim Auswärtsspiel im Mailänder San-Siro-Stadion gegen Italien. Zweimal Julio Libonatti sowie Adolfo Baloncieri per Strafstoß überwanden den Keeper; die Niederlande verloren 2:3. Doch „Freund und Feind waren sich einig, dass die Niederlage höher ausgefallen wäre, hätte Halle nicht einig prächtige Rettungstaten vollbracht.“ Stammspieler im Oranje-Tor war zu dieser Zeit Gejus van der Meulen, und es gab weitere Konkurrenten, so dass Halle sechs Jahre auf seinen nächsten internationalen Auftritt warten musste. Zwar wurde er, mittlerweile 28 Jahre alt, 1934 neben Adri van Male ins niederländische Aufgebot für die Weltmeisterschaft in Italien berufen, doch kurz vor Meldeschluss überredete ein Funktionär aus dessen Heimatverein HFC Haarlem van der Meulen, der mittlerweile promovierter Arzt war und eigentlich bereits seinen Rücktritt aus der Nationalelf verkündet hatte, mit zur WM zu fahren. Van der Meulen war dann auch derjenige, der beim einzigen Auftritt im Endturnier im Achtelfinale beim 2:3 gegen die Schweiz zwischen den Pfosten stand. Anschließend zog er seine Handschuhe endgültig aus, und am 4. November 1934 kam Halle beim Revanchespiel in Bern als Torwart der mit 4:2 siegreichen Oranje-Elf zu seinem zweiten Länderspieleinsatz. Nach „einem der besten Vorkriegsspiele“ der Niederländer war er nun erste Wahl im Tor, und Anfang 1936 machte er sich als „Strafstoßspezialist“ einen Namen, nachdem er sowohl bei einem 5:3-Sieg in Dublin gegen das Team aus dem Irischen Freistaat als auch vier Wochen später beim 6:1-Sieg in Paris gegen Frankreich einen Elfmeter parieren konnte. Durch die Zugluft in der Kabine nach dem Spiel zog er sich eine Lungenentzündung zu, die ihn zu sechs Wochen Krankenhausaufenthalt zwang; später versuchte er seine Angst, erneut zu erkranken, durch spezielle Unterwäsche zu überwinden. Mit einem Spiel gegen les Bleus endete am 31. Oktober 1937 auch nach 15 Einsätzen – keiner davon gemeinsam mit seinem Bruder, der nur zweimal in die Nationalelf berufen wurde – und fast neun Jahren seine Aktivität in der Nationalmannschaft; Halle wirkte in seinem letzten Spiel unsicher und verschuldete im Olympiastadion Amsterdam ein Gegentor, so dass die Niederlande diesmal mit 2:3 verloren. Den letzten Treffer gegen Nationaltorwart Halle erzielte Roger Courtois.

## Trainer
Nach seiner aktiven Laufbahn, die 1939 bei Go Ahead geendet hatte, trainierte Halle mehrere niederländische Amateurvereine. Mit Excelsior ’31 aus Rijssen gewann er 1965 die Amateurmeisterschaft bei den Samstagsamateuren. Daneben spielte er in der Mannschaft der niederländischen Alt-Internationalen, unter anderem bis in die 1960er Jahre beim traditionellen Neujahrsmatch gegen den KHFC Haarlem. Bis in seine Siebziger war er noch als Torwarttrainer in Colmschate bei Deventer aktiv.

## Abseits des Fußballs
Halle stammt aus einer Arbeiterfamilie; der Vater drehte Zigarren in einer Fabrik. Jan Halle ging in Deventer zur Grund- und anschließend zur Handwerksschule. Er machte in einer Autowerkstatt eine Ausbildung zum Monteur. 1933 heiratete er; das Ehepaar Halle bekam einen Sohn und drei Töchter, von denen eine früh verstarb. Schon in den 1930ern arbeitete er im Hauptberuf als Fahrer und Monteur bei der Genossenschaft Ons Belang in Deventer. In den Kriegsjahren, „als das Essen rar wurde, fertigte man in der Fleischfabrik Twello Suppe aus Knochen. Diese Suppe wurde in Milchkannen gefüllt und Leo Halle brachte sie mit seinem Lieferwagen regelmäßig ohne die erforderlichen Papiere durch die deutschen Linien längs der IJssel nach Deventer,“ wo sie dann an die Bevölkerung verteilt wurde. Bis 1959 arbeitete er in der Genossenschaft; in den 1950er Jahren lieferte er zur Freude der Deventer Jugend die Schulmilch an die Schulen aus. 1959 wurde er Mitarbeiter des Filmarchivs der Nederlandse Diepdruk Industrie; diese Stelle behielt er bis zu seiner Pensionierung 1971. 1992 starb er, 86-jährig, nach schwerer Krankheit; unter anderem hatte er in seinen letzten Lebensjahren an Parkinson gelitten.

## Ehrungen
Im Adelaarshorst („Adlerhorst“), dem Stadion der Go Ahead Eagles, wurde 1986 eine Tribüne nach Leo Halle benannt.